# Acumulador
|  | Per a altres significats, vegeu «Bateria recarregable». |

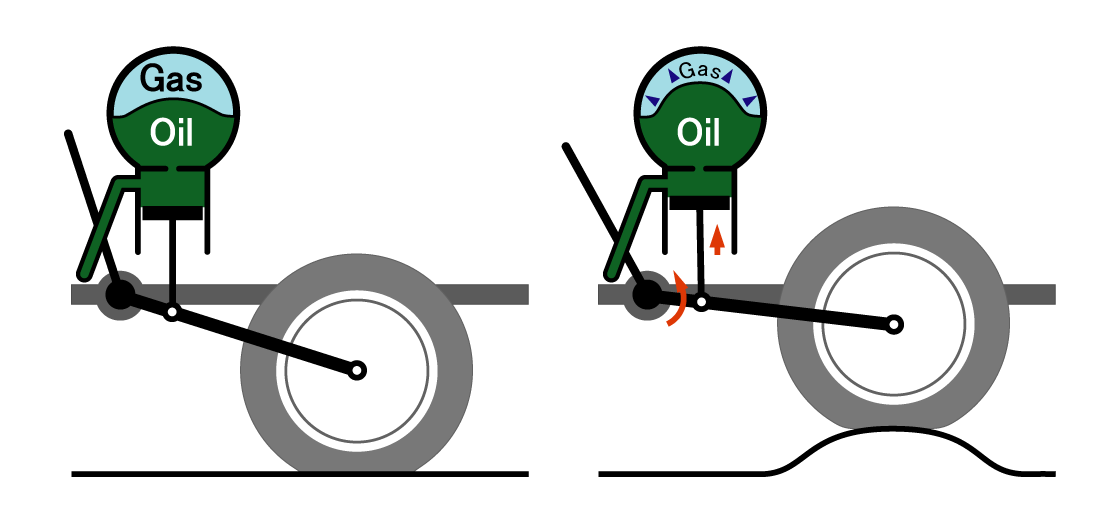
Esquema de funcionament d'un acumulador hidropneumàtic.

Un acumulador és un dipòsit d'emmagatzematge a pressió en què es porta a terme un fluid hidràulic no compressible a pressió per una font externa. La font externa pot ser un ressort, un pes elevat, o un gas comprimit. Un acumulador permet que un sistema hidràulic afronti als extrems de la demanda mitjançant una bomba menys potent, per respondre més ràpidament a una demanda temporal, i per suavitzar les pulsacions. Es tracta d'un dels mitjans d'emmagatzematge d'energia. Els acumuladors de gas comprimit, també anomenats acumuladors hidropneumàtics són el tipus més comú.